# OpenBox
Openbox é um gerenciador de janelas livre para sistemas Unix-like com X Window System, licenciado sob GNU General Public License. Openbox foi derivado originalmente de Blackbox 0.65.0, mas foi reescrito totalmente em C e, desde a versão 3.0, não é baseado em nenhum código do Blackbox.
Openbox é projetado para ser leve, rápido, e inteiramente em ICCCM- e EWMH-compilado. Suporta muitas características tais como os menus por que o usuário pode controlar aplicações do display de forma dinâmica.

## Usando Openbox
Openbox reserva um direito-clique (ou qualquer outro ligamento) da "menu raiz" no desktop, e permite que os usuários configurarem a maneira que as janelas são controladas. Quando uma janela é minimizada torna-se invisível. Algumas maneiras de trazê-la acima devem outra vez usar Alt+Tab ou o menu desktop, acessível o algum outro ligamento que o usuário quiser) do menu do direito-clique (ou, outra vez. Openbox estendendo com outros programas pequenos que adicionam ícones, taskbars, lançadores, eyecandy e outros é comum.

## Configuração

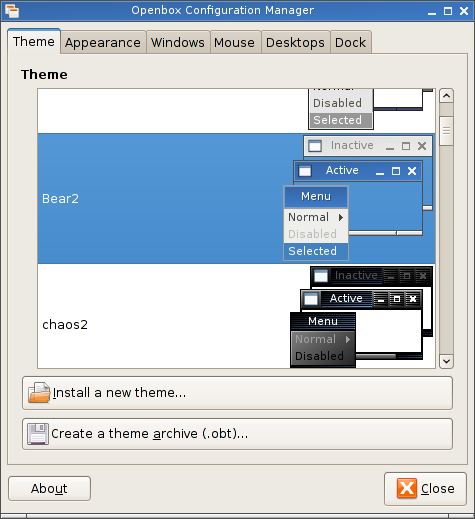
Obconf, um editor de configuração do GUI para Openbox.

Obconf, um editor de configuração do GUI para Openbox.Há somente dois arquivos de configuração situadas em ~/.config/openbox. São nomeados menu.xml e rc.xml. Se os usuários não quiserem os editar pela mão, podem fazer a maioria da configuração com uma ferramenta fácil de usar chamada obconf. Tudo do mouse e do teclado podem ser configurarados. Para o exemplo, se um usuário quiser que uma janela vá ao desktop 3 quando a tecla próxima está estalada com a tecla de rato média, o usuário pode fazer isto trivialmente. Desdobramento no ícone a mover-se para o desktop proximo/anterior e o levantamento ou o levantamento quando clica-se/mova-se uma janela for inteiramente configuravel.

## Características originais
O sistema do menu de Openbox tem um método para usar menus dinâmicos. Isto é feito aceitando a saída de um certificado e usando essa saída como a fonte para um menu. Cada vez que o usuário clica no sub-menu, o certificado é colocado novamente em funcionamento e o menu é gerado outra vez. Esta potencialidade permite usuários e colaboradores do software mais flexibilidade do que os menus de estática padrão encontrados na maioria de outros gerenciadores de janela.
Por exemplo, dois colaboradores escreveram um script em Python que mostra a lista mensagens novas do Gmail no sub-menu do usuário.

## Ligações Externas
- Website Oficial
- Ubuntu Wiki Openbox page
- Gentoo Linux wiki page about extending and customizing Openbox.
- Página com conteúdo sobre openbox